# Torneios WTA 500

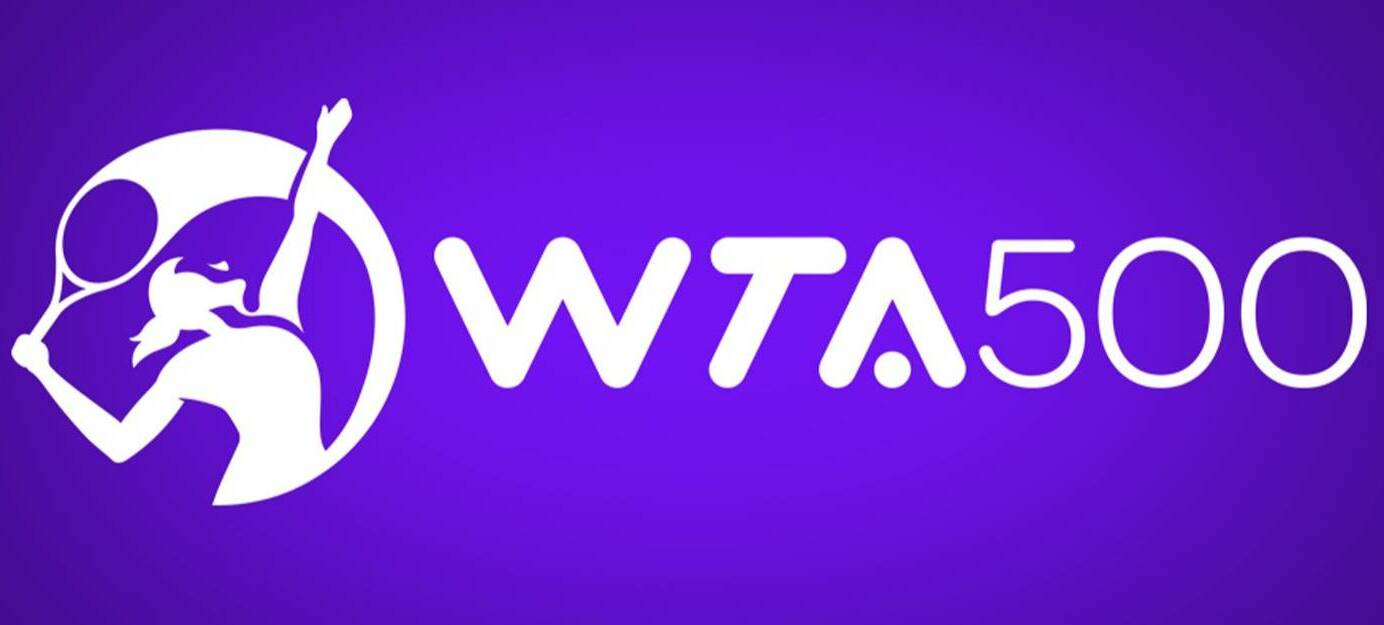

WTA 500 é a categoria intermediária do circuito profissional de tênis feminino, da Associação de Tênis Feminino, implantada em 2021. Substitui o nível WTA Premier.
Seus torneios incluem uma premiação total de, salvo exceções, US$ 565.530.
As campeãs recebem 470 pontos.
Comparativamente, a vencedora de um torneio do Grand Slam ganha 2.000 pontos, 1.500 no WTA Finals, 280 no WTA 250. Este sistema difere ligeiramente do implementado pela Associação de Tenistas Profissionais. Na categoria mais próxima, a ATP 500, os campeões são contemplados com 500 pontos.

## Eventos

### 2025
| Semana | Cidade      | País                   | Nome comercial                    | Piso             | Campeã                | Campeãs                       |
| ------ | ----------- | ---------------------- | --------------------------------- | ---------------- | --------------------- | ----------------------------- |
| 1      | Brisbane    | Austrália              | Brisbane International            | duro             | Aryna Sabalenka       | Mirra Andreeva Diana Shnaider |
| 2      | Adelaide    | Austrália              | Adelaide International            | duro             | Madison Keys          | Guo Hanyu Alexandra Panova    |
| 5      | Linz        | Áustria                | Upper Austria Ladies Linz         | duro (coberto)   | Ekaterina Alexandrova | Tímea Babos Luisa Stefani     |
| 6      | Abu Dhabi   | Emirados Árabes Unidos | Mubadala Abu Dhabi Open           | duro             | Belinda Bencic        | Jeļena Ostapenko Ellen Perez  |
| 9      | Mérida      | México                 | Mérida Open Akron                 | duro             | Emma Navarro          | Katarzyna Piter Mayar Sherif  |
| 14     | Charleston  | Estados Unidos         | Credit One Charleston Open        | saibro (verde)   |                       |                               |
| 16     | Stuttgart   | Alemanha               | Porsche Tennis Grand Prix         | saibro (coberto) |                       |                               |
| 21     | Estrasburgo | França                 | Internationaux de Strasbourg      | saibro           |                       |                               |
| 24     | Londres     | Grã-Bretanha           | LTA London Championships          | grama            |                       |                               |
| 25     | Berlim      | Alemanha               | ecotrans Ladies Open              | grama            |                       |                               |
| 26     | Bad Homburg | Alemanha               | Bad Homburg Open                  | grama            |                       |                               |
| 26     | Eastbourne  | Grã-Bretanha           | Rothesay International Eastbourne | grama            |                       |                               |
| 30     | Washington  | Estados Unidos         | Mubadala Citi DC Open             | duro             |                       |                               |
| 34     | Monterrey   | México                 | Abierto GNP Seguros               | duro             |                       |                               |
| 37     | Guadalajara | México                 | Guadalajara Open Akron            | duro             |                       |                               |
| 38     | Seul        | Coreia do Sul          | Korea Open                        | duro             |                       |                               |
| 42     | Liampó      | China                  | Ningbo Open                       | duro             |                       |                               |
| 43     | Tóquio      | Japão                  | Toray Pan Pacific Open            | duro             |                       |                               |

### 2024
| Semana | Cidade      | País                   | Nome comercial                    | Piso             | Campeã              | Campeãs                                     |
| ------ | ----------- | ---------------------- | --------------------------------- | ---------------- | ------------------- | ------------------------------------------- |
| 1      | Brisbane    | Austrália              | Brisbane International            | duro             | Elena Rybakina      | Lyudmyla Kichenok Jeļena Ostapenko          |
| 2      | Adelaide    | Austrália              | Adelaide International            | duro             | Jeļena Ostapenko    | Beatriz Haddad Maia Taylor Townsend         |
| 5      | Linz        | Áustria                | Upper Austria Ladies Linz         | duro (coberto)   | Jeļena Ostapenko    | Sara Errani Jasmine Paolini                 |
| 6      | Abu Dhabi   | Emirados Árabes Unidos | Mubadala Abu Dhabi Open           | duro             | Elena Rybakina      | Sofia Kenin Bethanie Mattek-Sands           |
| 9      | San Diego   | Estados Unidos         | Cymbiotika San Diego Open         | duro             | Katie Boulter       | Nicole Melichar-Martinez Ellen Perez        |
| 14     | Charleston  | Estados Unidos         | Credit One Charleston Open        | saibro (verde)   | Danielle Collins    | Ashlyn Krueger Sloane Stephens              |
| 16     | Stuttgart   | Alemanha               | Porsche Tennis Grand Prix         | saibro (coberto) | Elena Rybakina      | Chan Hao-ching Veronika Kudermetova         |
| 21     | Estrasburgo | França                 | Internationaux de Strasbourg      | saibro           | Madison Keys        | Cristina Bucșa Monica Niculescu             |
| 25     | Berlim      | Alemanha               | ecotrans Ladies Open              | grama            | Jessica Pegula      | Wang Xinyu Zheng Saisai                     |
| 26     | Bad Homburg | Alemanha               | Bad Homburg Open                  | grama            | Diana Shnaider      | Nicole Melichar-Martinez Ellen Perez        |
| 26     | Eastbourne  | Grã-Bretanha           | Rothesay International Eastbourne | grama            | Daria Kasatkina     | Lyudmyla Kichenok Jeļena Ostapenko          |
| 31     | Washington  | Estados Unidos         | Mubadala Citi DC Open             | duro             | Paula Badosa        | Asia Muhammad Taylor Townsend               |
| 34     | Monterrey   | México                 | Abierto GNP Seguros               | duro             | Linda Nosková       | Guo Hanyu Monica Niculescu                  |
| 37     | Guadalajara | México                 | Guadalajara Open Akron            | duro             | Magdalena Fręch     | Anna Danilina Irina Khromacheva             |
| 38     | Seul        | Coreia do Sul          | Korea Open                        | duro             | Beatriz Haddad Maia | Nicole Melichar-Martinez Liudmila Samsonova |
| 42     | Liampó      | China                  | Ningbo Open                       | duro             | Daria Kasatkina     | Demi Schuurs Yuan Yue                       |
| 43     | Tóquio      | Japão                  | Toray Pan Pacific Open            | duro             | Zheng Qinwen        | Shuko Aoyama Eri Hozumi                     |

### 2023
| Semana | Cidade     | País                   | Nome comercial                        | Piso             | Campeã               | Campeãs                               |
| ------ | ---------- | ---------------------- | ------------------------------------- | ---------------- | -------------------- | ------------------------------------- |
| 1      | Adelaide   | Austrália              | Adelaide International                | duro             | Aryna Sabalenka      | Asia Muhammad Taylor Townsend         |
| 2      | Adelaide   | Austrália              | Adelaide International 2              | duro             | Belinda Bencic       | Luisa Stefani Taylor Townsend         |
| 6      | Abu Dhabi  | Emirados Árabes Unidos | Mubadala Abu Dhabi Open               | duro             | Belinda Bencic       | Luisa Stefani Zhang Shuai             |
| 7      | Doha       | Catar                  | Qatar TotalEnergies Open              | duro             | Iga Świątek          | Coco Gauff Jessica Pegula             |
| 15     | Charleston | Estados Unidos         | Credit One Charleston Open            | saibro (verde)   | Ons Jabeur           | Danielle Collins Desirae Krawczyk     |
| 17     | Stuttgart  | Alemanha               | Porsche Tennis Grand Prix             | saibro (coberto) | Iga Świątek          | Desirae Krawczyk Demi Schuurs         |
| 25     | Berlim     | Alemanha               | bett1 Open                            | grama            | Petra Kvitová        | Caroline Garcia Luisa Stefani         |
| 26     | Eastbourne | Grã-Bretanha           | Rothesay International Eastbourne     | grama            | Madison Keys         | Desirae Krawczyk Demi Schuurs         |
| 31     | San José   | Estados Unidos         | Mubadala Silicon Valley Classic       | duro             | Extinto              | Extinto                               |
| 31     | Washington | Estados Unidos         | Mubadala Citi DC Open                 | duro             | Coco Gauff           | Laura Siegemund Vera Zvonareva        |
| 37     | San Diego  | Estados Unidos         | Cymbiotika San Diego Open             | duro             | Barbora Krejčíková   | Barbora Krejčíková Kateřina Siniaková |
| 39     | Tóquio     | Japão                  | Toray Pan Pacific Open                | duro             | Veronika Kudermetova | Ulrikke Eikeri Ingrid Neel            |
| 41     | Zhengzhou  | China                  | Bank of Communications Zhengzhou Open | duro             | Zheng Qinwen         | Gabriela Dabrowski Erin Routliffe     |

### 2022
| Semana | Cidade          | País                   | Nome comercial                       | Piso             | Campeã             | Campeãs                            |
| ------ | --------------- | ---------------------- | ------------------------------------ | ---------------- | ------------------ | ---------------------------------- |
| 1      | Adelaide        | Austrália              | Adelaide International               | duro             | Ashleigh Barty     | Ashleigh Barty Storm Sanders       |
| 2      | Sydney          | Austrália              | Sydney Tennis Classic                | duro             | Paula Badosa       | Anna Danilina Beatriz Haddad Maia  |
| 6      | São Petersburgo | Rússia                 | St. Petersburg Ladies Trophy         | duro (coberto)   | Anett Kontaveit    | Anna Kalinskaya Catherine McNally  |
| 7      | Dubai           | Emirados Árabes Unidos | Dubai Duty Free Tennis Championships | duro             | Jeļena Ostapenko   | Veronika Kudermetova Elise Mertens |
| 14     | Charleston      | Estados Unidos         | Credit One Charleston Open           | saibro (verde)   | Belinda Bencic     | Andreja Klepač Magda Linette       |
| 16     | Stuttgart       | Alemanha               | Porsche Tennis Grand Prix            | saibro (coberto) | Iga Świątek        | Desirae Krawczyk Demi Schuurs      |
| 24     | Berlim          | Alemanha               | bett1 Open                           | grama            | Ons Jabeur         | Storm Sanders Kateřina Siniaková   |
| 25     | Eastbourne      | Grã-Bretanha           | Rothesay International Eastbourne    | grama            | Petra Kvitová      | Aleksandra Krunić Magda Linette    |
| 31     | San José        | Estados Unidos         | Mubadala Silicon Valley Classic      | duro             | Daria Kasatkina    | Xu Yifan Yang Zhaoxuan             |
| 38     | Tóquio          | Japão                  | Toray Pan Pacific Open               | duro             | Liudmila Samsonova | Gabriela Dabrowski Giuliana Olmos  |
| 40     | Ostrava         | Chéquia                | Agel Open                            | duro (coberto)   | Barbora Krejčíková | Catherine McNally Alycia Parks     |
| 41     | San Diego       | Estados Unidos         | San Diego Open                       | duro             | Iga Świątek        | Coco Gauff Jessica Pegula          |

### 2021
| Semana | Cidade          | País                   | Nome comercial                    | Piso             | Campeã               | Campeãs                               |
| ------ | --------------- | ---------------------- | --------------------------------- | ---------------- | -------------------- | ------------------------------------- |
| 1      | Abu Dhabi       | Emirados Árabes Unidos | Abu Dhabi WTA Women's Tennis Open | duro             | Aryna Sabalenka      | Shuko Aoyama Ena Shibahara            |
| 5      | Melbourne       | Austrália              | Gippsland Trophy                  | duro             | Elise Mertens        | Barbora Krejčíková Kateřina Siniaková |
| 5      | Melbourne       | Austrália              | Grampians Trophy                  | duro             | Final cancelada      | Torneio de duplas não realizado       |
| 5      | Melbourne       | Austrália              | Yarra Valley Classic              | duro             | Ashleigh Barty       | Shuko Aoyama Ena Shibahara            |
| 8      | Adelaide        | Austrália              | Adelaide International            | duro             | Iga Świątek          | Alexa Guarachi Desirae Krawczyk       |
| 9      | Doha            | Catar                  | Qatar Total Open                  | duro             | Petra Kvitová        | Nicole Melichar Demi Schuurs          |
| 11     | São Petersburgo | Rússia                 | St. Petersburg Ladies Trophy      | duro (coberto)   | Daria Kasatkina      | Nadiia Kichenok Raluca Olaru          |
| 14     | Charleston      | Estados Unidos         | Volvo Car Open                    | saibro (verde)   | Veronika Kudermetova | Nicole Melichar Demi Schuurs          |
| 16     | Stuttgart       | Alemanha               | Porsche Tennis Grand Prix         | saibro (coberto) | Ashleigh Barty       | Ashleigh Barty Jennifer Brady         |
| 24     | Berlim          | Alemanha               | bett1 Open                        | grama            | Liudmila Samsonova   | Victoria Azarenka Aryna Sabalenka     |
| 25     | Eastbourne      | Grã-Bretanha           | Viking International Eastbourne   | grama            | Jeļena Ostapenko     | Shuko Aoyama Ena Shibahara            |
| 31     | San José        | Estados Unidos         | Mubadala Silicon Valley Classic   | duro             | Danielle Collins     | Darija Jurak Andreja Klepač           |
| 38     | Ostrava         | Chéquia                | J&T Banka Ostrava Open            | duro (coberto)   | Anett Kontaveit      | Sania Mirza Zhang Shuai               |
| 39     | Chicago         | Estados Unidos         | Chicago Tennis Fall Classic       | duro             | Garbiñe Muguruza     | Květa Peschke Andrea Petkovic         |
| 42     | Moscou          | Rússia                 | VTB Kremlin Cup                   | duro (coberto)   | Anett Kontaveit      | Jeļena Ostapenko Kateřina Siniaková   |